# Сепаративни преговори на България със Съюзниците (1944)
Сепаративните преговори на България със Съюзниците са тайни преговори водени от Стойчо Мошанов през лятото на 1944 година за излизане на България от Втората световна война (1939-1945) и за сключване на сепаративен мир с представителите на САЩ и Великобритания.

## Подготовка
След смъртта на Борис III през лятото на 1943 година и капитулацията на Италия, както и на фона на настъплението на Червената армия на Източния фронт, окончателно става ясно, че Германия ще загуби войната. Понеже България не е във война със СССР, правителствата на двете Велики сили, с които страната ни е в състояние на война започват да правят планове за промяна в нейната политическа ориентация. В началото на август генерал Уилям Донован представя на Обединения комитет на началник-щабовете на САЩ меморандум, озаглавен: „План за отцепване на България от Оста“. За да се постигне този обрат Донован предлага съгласувано въздействие върху регентите и установяване на връзки с българския Генерален щаб и с църквата. Планът е утвърден от американския президент Рузвелт през септември 1943 г. След запознаването на Уинстън Чърчил той е неприятно изненадан от плана на ген. Донован. Тревогата му произтича от обстоятелството, че американците искат да стъпят на Балканите, смятани традиционно за английска сфера на влияние. Вместо политически действия, британският премиер предлага да се притисне българското правителство да скъса с Оста чрез масирани въздушни нападения.
Междувременно от американска страна планът е съгласуван лично от Донован с СССР и подготовката на условията за преговори е възложена на полковника от тайните служби Анжело Куюмджийски. От декември 1943 г. до март 1944 г. той е изпратен в Турция, за да установи неофициални контакти с български политици и бизнесмени. Куюмджийски, който е личен приятел на княз Кирил, успява да се срещне с Никола Балабанов и с епископ Андрей, като чрез тях изпраща до България своите послания. САЩ решават да заложат на стратегията за въздействие отгоре – спрямо регентите, заради убедеността им, че легалната опозиция не е в състояние да въздейства с такава сила, докато партизанското съпротивително движение е ръководено от Комунистическата партия. За действията на Куюмджийски англичаните не са уведомени. Натискът, който Куюмджийски трябва да окаже съвпада по време с бомбардировките на съюзническата авиация над България, както е препоръчал Чърчил.
Резултатът не закъснява. През февруари 1944 правителството на Добри Божилов неофициално приема плана на САЩ да започне преговори за излизане от войната. Чърчил също е уведомен за готовността на България за преговори. На 11 март е съобщено за готовността на съюзниците да приемат българска делегация в Кайро. Българската страна обаче не бърза с преговорите за излизане от Оста, опасявайки се от германската реакция. Освен това Съюзниците настояват за незабавно изтегляне от Новоосвободените земи. Същевременно върху него все по-силен натиск започва да оказва СССР. Така през през пролетта на 1944 година Съветският съюз отправя ултимативно искане към България за откриване на негови консулства в Русе и Бургас, в резултат на което министър-председателят Добри Божилов подава оставка. Това води до политическа криза и четиримесечно забавяне на преговорите. Съставянето на ново правителство е възложено на Иван Багрянов, който планира скъсване на съюза с Германия, като получава и подкрепата на съветския посланик в София - Александър Лавришчев.

## Ход
Едва на 8 август 1944 година Стойчо Мошанов е изпратен от министър-председателя с дипломатическа мисия в Турция, където се среща в Анкара с британския посланик Хю Начбул-Хюгесън, проучвайки възможностите за излизане на България от Втората световна война. Българското правителство уведомява и съветското посолство в София за хода на преговорите. В края на месеца Мошанов се връща в България за да информира правителството за резултатите от преговорите, като според него поставените условия за примирие са тежки, но не и непоносими. На 26 август, под заплахата от настъпващата в Румънска Добруджа Червена армия, правителството на Багрянов обявява неутралитет на България във войната. С капитулацията на Румъния става ясно, че обстановката напълно се променя и е решено кабинетът на Багрянов да бъде заменен с нов, но по договореност между Багрянов и регентите, министър-председателят дава обещание да си подаде оставката, тогава, когато новият премиер бъде готов със състава на кабинета. На 27 август англичаните съобщават, че условията за примирие ще бъдат връчени, като за целта Мошанов трябва отново да посети Турция, а след това да отпътува за Кайро, където ще се връчат условията на Съюзниците. Тези нови преговори обаче срещат съпротивата на Съветския съюз, като на 29 август посланикът на СССР в Лондон Фьодор Гусев уведомява Съюзниците, че СССР няма да участва в никакви опити за примирие с България.
На 30 август Мошанов е изпратен отново в Анкара. На следващия ден Мошанов е препратен в Кайро, където е разположено Средиземноморското командване на Съюзниците. С пристигането на Мошанов там, съветският посланик Новиков вместо да отиде на преговори, демонстративно напуска града. При тези обстоятелства Мошанов решава да протака сключването на примирие, за да не стане България ябълката на раздора между Съюзниците. Същевременно при известието за оставката на правителството на Иван Багрянов (2 септември 1944) преговорите са прекратени. На 4 септември 1944 г. новото правителството на Константин Муравиев (2-9 септември 1944), подновява пълномощията му и на 5 септември те са подновени. На 6 септември 1944 г. преговорите окончателно са прекратени поради обявената от страна на СССР война на България (5 септември 1944). За Англия и САЩ България е вече в съветската сфера на влияние и няма смисъл да се поемат излишни рискове с подкрепа на правителство, което не се ползва със съветското доверие. На 7 септември българската делегация приключва преговорите в Кайро.
Протоколирано е, че преговорите се прекратяват при следните обстоятелства: 1. България е поискала примирие от Великобритания и Съединените щати; 2. Условията на Примирието не са били предадени на българската делегация, поради очакванията да пристигне разширения ѝ състав; 3. Преговорите са спрени поради обявената война от СССР на България, което обстоятелство налага подготвяне на нови условия. На 9 септември посланик Гусев заявява на Форин офис, че предвид новата обстановка и извършения в България преврат, съветското правителство намира за необходимо да бъдат обсъдени условията за примирие с България, като би било удобно тези преговори да бъдат водени в Москва.